# Zbrodnia (utwór)
Zbrodnia – utwór prozatorski Antoniego Langego wydany w 1907 w Warszawie. Składa się z trzech krótkich historii ogniskujących się wokół różnie pojmowanych aspektów zbrodni czy grzechu:
- Zbrodnia
- Mitologia
- Widłak

Opowiadania przybierają postać prozy szkatułkowej, zaś narrator każdego z nich jest parte-parole samego autora. Utwór odpowiada na młodopolską modę na immoralizm, fascynację dewiacją. Poeta nadaje ponadto swoim historiom subtelny posmak opowieści niesamowitych; rządzą się one jednak konwencją realizmu, z lekkim zarysowaniem problematyki społecznej.
Zbiór cechuje typowy dla Langego humor, erudycja i zachowanie dystansu względem opowiadanych historii. Oszczędność języka i zwartość konstrukcji utworu porównywana bywa do twórczości Guy de Maupassanta.
Zbrodnia wywarła wpływ na późniejszych autorów nurtu fantastyki grozy, tj.: Stefan Grabiński, Stanisław Baliński czy Jerzy Hulewicz.

## Streszczenie
W tytułowym opowiadaniu Zbrodnia piękna, młoda malarka Julia poślubia bogatego właściciela fabryki Michała Czerwieńca. Wkrótce okazuje się jednak, że Czerwieniec znęca się nad swoją żoną; kiedy narrator dostaje pilny telegram od Julii, jest przekonany, że chodzi o zamordowanie jej męża. Trafia na miejsce (fikcyjne miasto przesmysłowe Kaolin), gdzie okazuje się, że chodzi o coś zgoła zupełnie przeciwnego. Otóż, trwa bunt proletariatu, a narrator został wezwany przez Julię, by czuwał wraz z nią nad bezpieczeństwem jej rodziny oraz męża, który dostał anonimowy list z pogróżkami. Narrator przystaje na to; jednak kiedy jest świadkiem kłótni Julii z Michałem, w której Julia omdlewa, postanawia złamać umowę i zabić tyrana. Jak pokazuje zakończenie utworu, narratorowi brakuje siły do popełnienia zbrodni. Bohaterowie zdradzają jednocześnie pewien antagonizm: Julia jest stale maltretowana przez męża, a mimo to kocha go i boi się o jego życie; Czerwieniec znęca się nad żoną, ponieważ czuje się niekochany; narrator pragnie zabójstwa Czerwieńca, pchany paradoksalnym poczuciem uczynienia najwyższego dobra względem pokrzywdzonej Julii, ale widząc jednocześnie egzystencjalne rozterki Michała, nie może zdecydować się na ostateczny krok.
Z kolei utrzymane w pogodnym, ironicznym tonie powiadanie Mitologia mówi o niepokornym chłopcu imieniem Heniuś, który niepokoi swoją rodzinę pogardą dla modlitwy a nadmiernym zainteresowaniem poezją i filozofią. Heniuś odznacza się ponadto wybujałą wyobraźnią: z otaczających go ludzi, domowych przedmiotów i zasłyszanych fragmentów rozmów tworzy sobie swoistą mitologię. I tak służący Wincenty, który zapala wieczorem lampy, staje się w jego oczach poruszycielem gwiazd; Stójkowy tajemniczym demonem itd. Chłopiec wymyśla też sobie fikcyjne duchy zwane Chijorkami, a zabawa między nimi a Aniołkami w czarne i białe zdradza analogie do odwiecznego archetypu walki dobra i zła. Inni mieszkańcy tworzonego przez niego świata to: czarne dzieci (znajomy węglarz), Baba Piecowa, Wodna Baba czy Leśna Panna. Mitologia tworzona przez Heniusia jest w efekcie baśniowym odzwierciedleniem metafizycznego modelu wszechświata.
Widłak jest historią Ignacego Widłaka, mieszkańca jednej z ubogich dzielnic Francji, który w młodości oddawał się uciechom cielesnym, po doznaniu dziwnej wizji (jednym z jej elementów był ptak przypominający kruka z wiersza Edgara Allana Poego) został jednak kaznodzieją i ascetą opiekującym się środowiskiem paryskich prostytutek. Kiedy dochodzi do spotkania między Widłakiem a narratorem, nawiązuje się dialog na temat: dlaczego diabeł jest tak mocny, że nawet od Boga mocniejszy, dlaczego samego diabła stworzył Bóg (wtedy Bóg i Szatan byliby jednością), czy zło jest konieczne w świecie i czy wobec tego ma rację bytu potępienie albo zbawienie duszy? Historia oparta jest na teoriach augustianizmu, inspirowana jest również samym życiem św. Augustyna.